# Herpetofobia
A Herpetofobia (herpeton grego = "aquilo que rasteja" e phobia = "medo") é uma fobia específica, o medo de répteis, anfíbios ou outros animais semelhantes.